# Krzysztof Zuch
Krzysztof Zuch (ur. 25 kwietnia 1962) – polski lekkoatleta, trójskoczek, medalista mistrzostw Polski.

## Kariera sportowa
Był zawodnikiem AZS Kraków.
Na mistrzostwach Polski seniorów na otwartym stadionie zdobył trzy medale w trójskoku: srebrny w 1986 oraz brązowe w 1988 i 1989. W halowych mistrzostwach Polski seniorów wywalczył jeden medal: brązowy w trójskoku w 1987.
Pracował w Katedrze Lekkiej Atletyki Akademii Wychowania Fizycznego im. Bronisława Czecha w Krakowie.
Rekord życiowy w trójskoku: 16,73 (27.05.1989). 